# Nowe Sioło (rejon wołkowyski)
Nowe Sioło (biał. Новае Сяло; ros. Новое Село) – wieś na Białorusi, w obwodzie grodzieńskim, w rejonie wołkowyskim, w sielsowiecie Roś.
W dwudziestoleciu międzywojennym leżało w Polsce, w województwie białostockim, w powiecie wołkowyskim, w gminie Roś.